# Fred Thomson
Fred Thompson, nato col nome di Frederick Clifton Thomson (Pasadena, 26 febbraio 1890 – Los Angeles, 25 dicembre 1928), è stato un attore statunitense di cinema western, tanto popolare da rivaleggiare con Tom Mix. Sposato alla sceneggiatrice Frances Marion, morì a soli 38 anni. Morso da un serpente mentre stava lavorando, contrasse il tetano. I dottori all'inizio non riuscirono a fare una diagnosi corretta e l'attore morì il giorno di Natale del 1928.

## Biografia
Nato a Pasadena da Clara e Williell Thomson, un pastore presbiteriano, era il terzo di quattro fratelli. Suo fratello Samuel Harrison Thomson frequentò l'università di Princeton, vincendo nel 1919 il titolo americano di atletica. Fred frequentò, dal 1910 al 1913, il seminario teologico di Princeton. Sposato a Gail Jepson, restò vedovo tre anni più tardi, quando la moglie morì di tubercolosi.
Durante la prima guerra mondiale, Thomson servì l'esercito, presso il 43º reggimento di artiglieria (conosciuto come il "Mary Pickford Regiment". Giocando a football, si ruppe la gamba. In ospedale, conobbe Frances Marion, venuta a visitare i feriti per accompagnare l'amica Mary Pickford. Tra Fred e Frances fu amore a prima vista e i due, dopo soli dieci giorni, decisero di sposarsi appena la guerra fosse finita.

## Carriera cinematografica
Fred e Marion si sposarono il 2 novembre 1919 a New York. Inizialmente interessato a fare il regista, finì per recitare in uno dei film di sua moglie, Just Around the Corner del 1921 che ebbe un ottimo successo nelle sale.
Nel film seguente, gli fu dato ancora un ruolo importante accanto a Mary Pickford, The Love Light, scritto e diretto da Frances.
Nel 1923, Fred diventò il protagonista del serial d'azione The Eagle's Talons, dove le scene che avevano bisogno dello stuntman le interpretava lui stesso.
Fred, negli anni 1926-1927, diventò il numero 2 negli incassi al botteghino.
Della trentina di film interpretati da Fred Thomson, ne restano solo alcuni: The Love Light del 1921, L'intrusa del 1923, Thundering Hoofs del 1924. Tutti gli altri sono considerati film perduti.

## Filmografia
- Just Around the Corner, regia di Frances Marion (1921)
- The Love Light, regia di Frances Marion (1921)
- Penrod, regia di Marshall Neilan (1922)
- Oath-Bound, regia di Bernard J. Durning (1922)
- The Eagle's Talons, regia di Duke Worne - serial di 15 episodi  (1923)
- L'intrusa (A Chapter in Her Life), regia di Lois Weber (1923)
- The Mask of Lopez, regia di Albert S. Rogell  (1924)
- North of Nevada, regia di Albert S. Rogell (1924)
- Galloping Gallagher, regia di Albert S. Rogell (1924)
- The Silent Stranger, regia di Albert S. Rogell (1924)
- The Dangerous Coward, regia di Albert S. Rogell (1924)
- The Fighting Sap, regia di Albert S. Rogell (1924)
- Thundering Hoofs, regia di Albert S. Rogell (1924)
- That Devil Quemado, regia di Del Andrews  (1925)
- The Bandit's Baby, regia di James P. Hogan (1925)
- The Wild Bull's Lair, regia di Del Andrews (1925)
- Ridin' the Wind, regia di Del Andrews e Alfred L. Werker (1925)
- All Around Frying Pan, regia di David Kirkland (1925)
- The Tough Guy, regia di David Kirkland (1926)
- Hands Across the Border, regia di David Kirkland (1926)
- The Two-Gun Man, regia di David Kirkland (1926)
- Lone Hand Saunders, regia di B. Reeves Eason (1926)
- A Regular Scout, regia di David Kirkland (1926)
- Don Mike, regia di Lloyd Ingraham (1927)
- Silver Comes Throught, regia di Lloyd Ingraham (1927)
- Arizona Nights, regia di Lloyd Ingraham (1927)
- Jesse James, regia di Lloyd Ingraham (1927)
- Pioneer Scout, regia di Lloyd Ingraham e Alfred L. Werker (1928)
- The Sunset Legion, regia di Lloyd Ingraham e Alfred L. Werker (1928)
- Kit Carson, regia di Lloyd Ingraham e Alfred L. Werker (1928)